# Team Phoenix
Team Phoenix ou Phoenix Racing est une écurie de course automobile allemande basée à Meuspath à proximité du Nürburgring et fondée par Ernst Moser en 1999. Elle participe au Championnat DTM mais aussi à divers championnat de Grand Tourisme.

## Histoire
L'écurie débute en 2000 en DTM comme représentant officiel de la marque Opel avec une Opel Astra V8 Coupé. Cette première année a permis à Manuel Reuter d'être vice-champion et ce sera le meilleur résultat d'Opel jusqu'à son retrait en 2005. Depuis 2006, l'écurie est associée à Audi mais ce n'est qu'en 2011 qu'elle a de nouveau joué les premiers rôles avec la victoire finale de Martin Tomczyk et une troisième place au classement par équipe.
L'année 2006 marque aussi l'engagement du Team Phoenix en Championnat FIA GT avec une Aston Martin DBR9 pilotée par Andrea Piccini et Jean-Denis Delétraz. L'équipage remporte la dernière course de la saison à Dubaï. L'année suivante l'engagement dans ce championnat est conjoint avec le Team Carsport Holland de Toine Hezemans et la voiture est une Chevrolet Corvette C6.R. Une nouvelle victoire aux 24 Heures de Spa symbolise cette alliance.

## Palmarès
- DTM
  - Deux titres pilote avec Martin Tomczyk en 2011 et Mike Rockenfeller en 2013
  - Titre de vice-champion de Manuel Reuter en 2000
  - Vice-champion par équipe en 2000
  - 4 victoires en 2000, 3 victoires en 2011 et 2 victoires en 2013

- Championnat FIA GT
  - Victoire aux 24 Heures de Spa en 2007 avec Mike Hezemans, Fabrizio Gollin, Jean-Denis Delétraz et Marcel Fässler
  - Vice-champion par équipe en 2008
  - 1 victoire en 2006, 2 victoires en 2007, 3 victoires en 2008

- Championnat du monde FIA GT
  - Une victoire en 2010 avec Marc Hennerici et Andreas Zuber

- Championnat d'Europe FIA GT3
  - Titre pilote avec Christopher Haase et Christopher Mies en 2009

- ADAC GT Masters
  - Une victoire en 2009 avec Marc Hennerici et Luca Ludwig
  - Une victoire en 2011 avec Christopher Haase et Andreas Simonsen

- 24 Heures du Nürburgring
  - Victoire en 2000 avec Bernd Mayländer, Michael Bartels, Uwe Alzen et Altfrid Heger sur une Porsche 996 GT3
  - Victoire en 2003 avec Manuel Reuter, Timo Scheider et Marcel Tiemann sur une Opel Astra V8 Coupé
  - Victoire en 2012 avec Marc Basseng, Christopher Haase, Frank Stippler et Markus Winkelhock sur une Audi R8 LMS ultra
  - Victoire en 2014 avec Christian Mamerow, Christopher Haase, René Rast et Markus Winkelhock sur une Audi R8 LMS ultra

- 12 Heures de Bathurst
  - Victoire en 2011 avec Darryl O'Young, Marc Basseng et Christopher Mies sur une Audi R8 LMS
  - Victoire en 2012 avec Darryl O'Young, Christopher Mies et Christer Jöns sur une Audi R8 LMS

- 24 Heures de Spa
  - Victoire en 2012 avec Andrea Piccini, René Rast et Frank Stippler sur une Audi R8 LMS

## Galerie

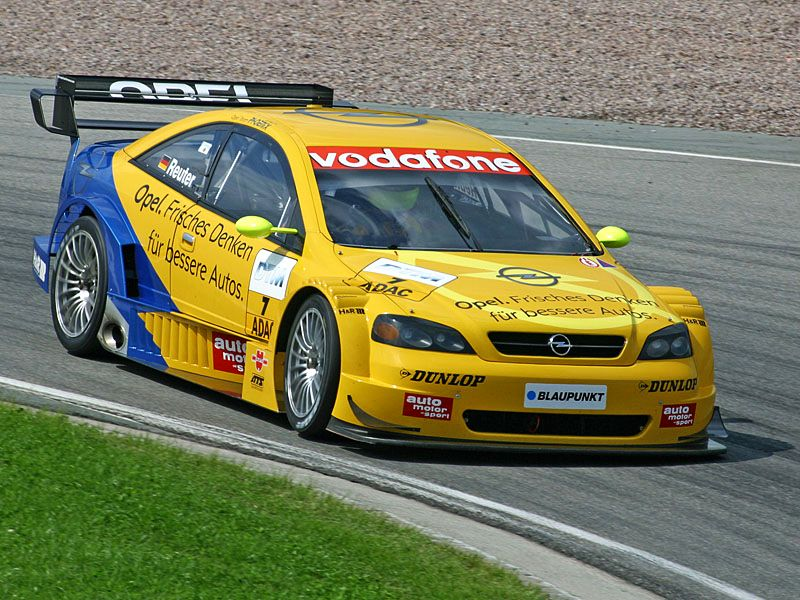
L'Opel Astra V8 Coupé de Manuel Reuter en 2002
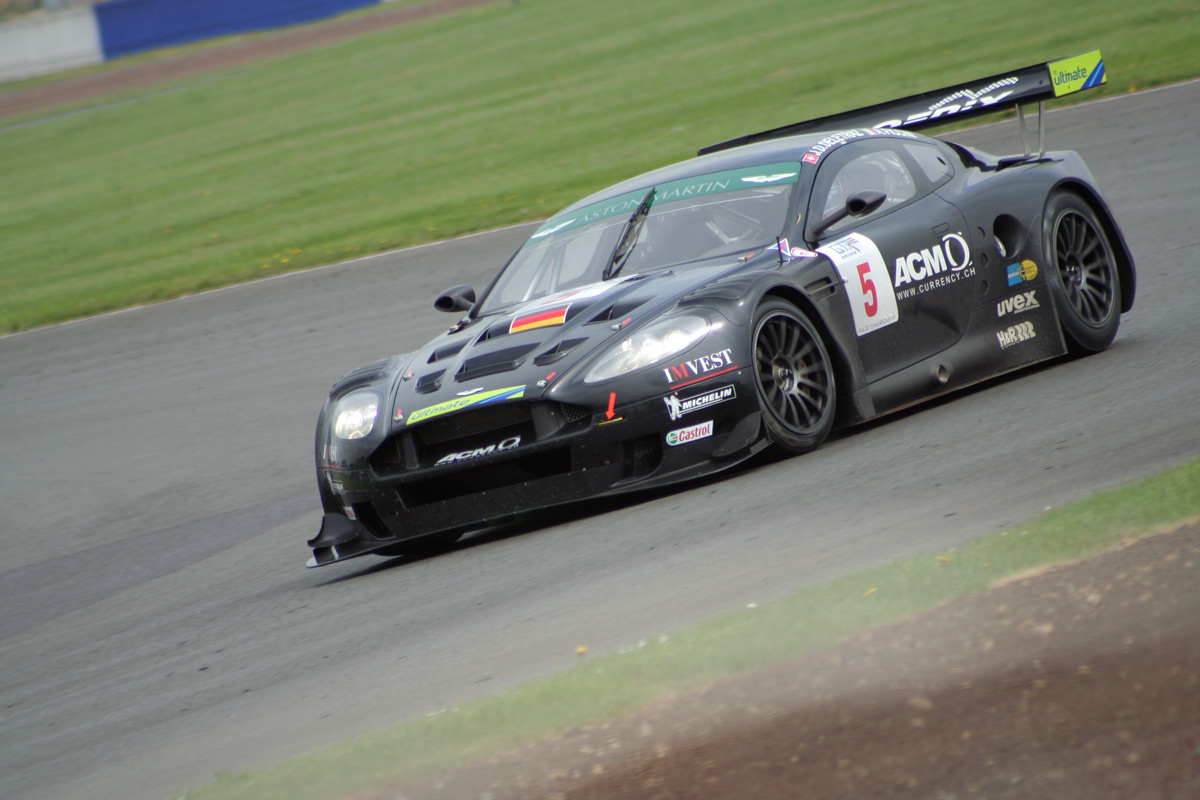
L'Aston Martin DBR9 de Andrea Piccini et Jean-Denis Delétraz en 2006
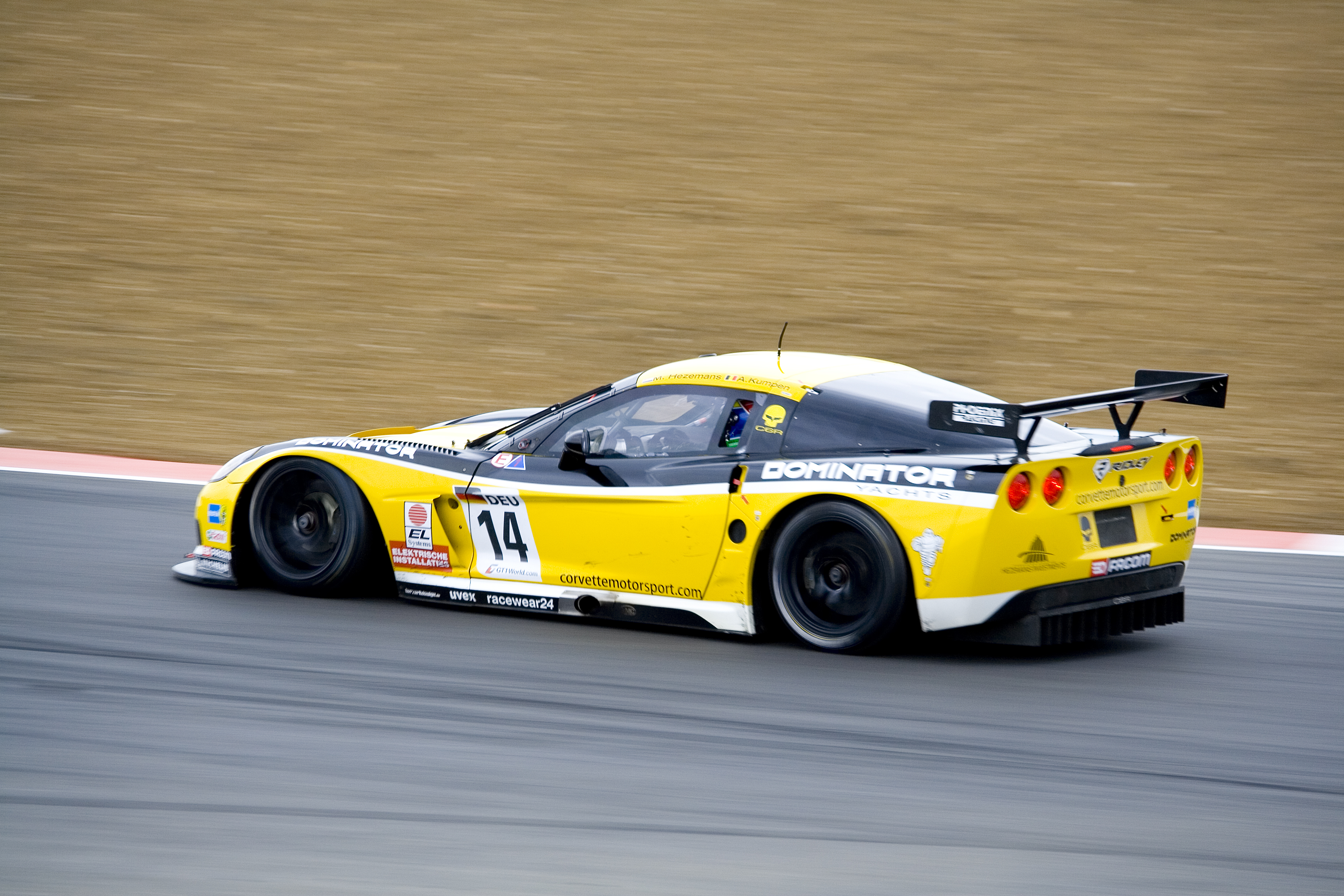
La corvette de Anthony Kumpen et Mike Hezemans  en 2010
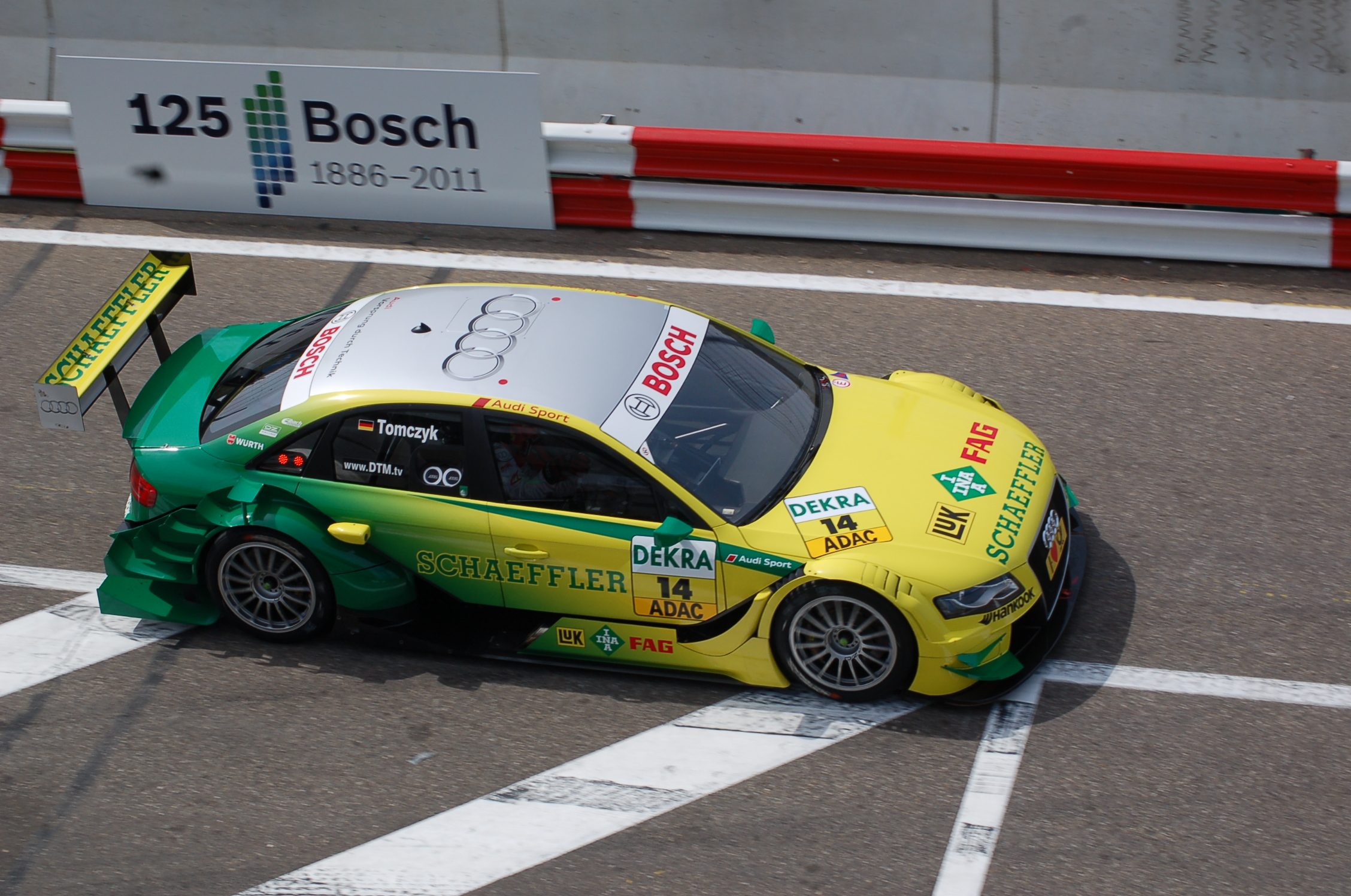
L'Audi A4 DTM 2008 de Martin Tomczyk en 2011